# Lucia Anguissola

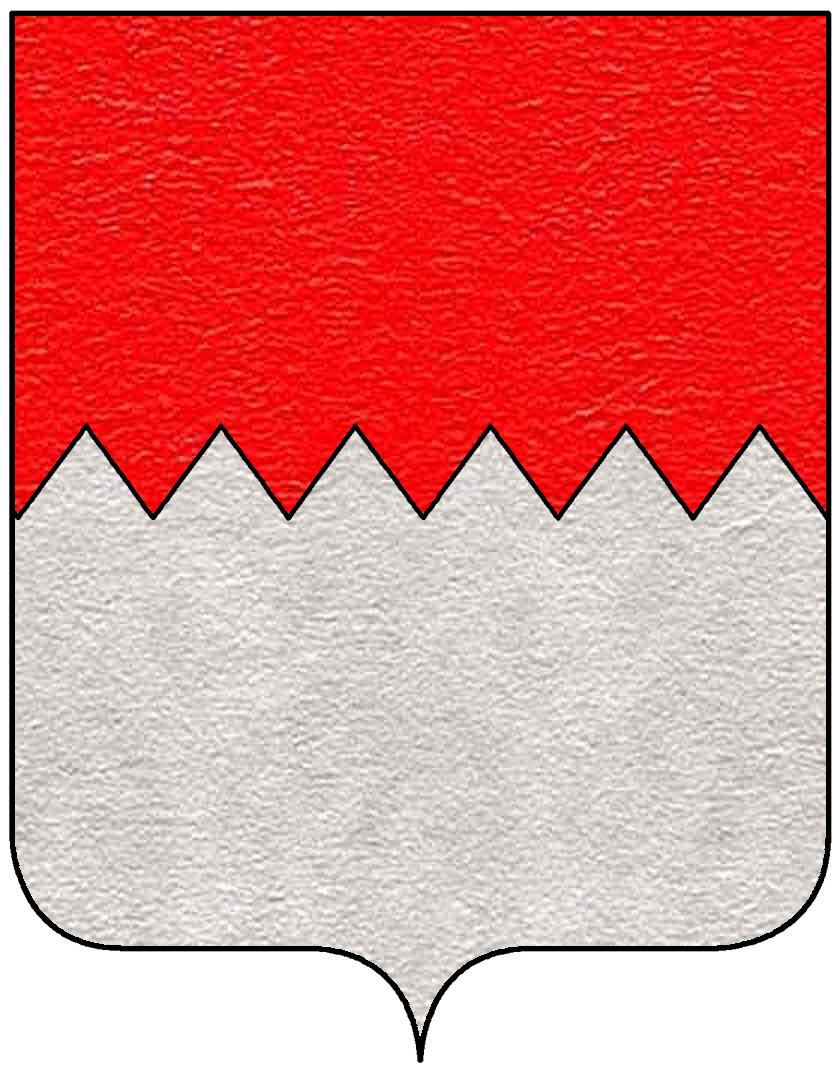
Stemma degli Anguissola

Lucia Anguissola (Cremona, 1536-38 circa – 1565-68 circa) è stata una pittrice italiana della nobile famiglia cremonese degli Anguissola, sorella della ben più celebre pittrice Sofonisba Anguissola.

## Biografia
Scarse sono le fonti biografiche riguardanti la sua vita. Lucia Anguissola nacque probabilmente a Cremona e in una data presumibilmente tra il 1536 e il 1538 circa. Il cognome è stato anche riportato trascritto come Anguisciola o Angussola.
Suo padre era Amilcare Anguissola, membro della piccola nobiltà cremonese, e sua madre era Bianca Ponzoni, che venne sposata da Amilcare in seconde nozze intorno al 1530 circa. Lucia era la terza di sei sorelle e un fratello, Asdrubale Anguissola. Ad eccezione di Minerva Anguissola, tutte le altre cinque sorelle furono pittrici e cioè Sofonisba, Elena, Europa, Anna Maria e Lucia stessa. Suo padre infatti incoraggiò le figlie a coltivare gli studi umanistici e artistici ed in particolar modo Sofonisba ed Elena vennero formate insieme nelle botteghe dei maestri Bernardino Campi e di Bernardino Gatti, detto "il Sojaro". L'artista e storico Giorgio Vasari invece riporta erroneamente il nome di Giulio Campi come maestro di Sofonisba e riporta come sue discepole anche Lucia, Europa e Anna, non citando neppure l'altra sorella Elena:
La giovane Lucia fu avviata alla
pittura sotto la guida della sorella Sofonisba e forse si perfezionò nello studio del Campi. La sua opera è costituita principalmente da ritratti ed è simile per stile e tecnica a quella di Sofonisba. Per questo è stata spesso oscurata dalla luce della più illustre sorella, alla quale venne attribuita tutta una serie di opere che oggi vengono in parte riattribuite alle sue sorelle grazie alla pressoché recente attenzione della critica e a nuovi studi.
Infatti, così come la sua vita personale, anche la sua opera pittorica risulta poco conosciuta. Di essa sono pervenute ai giorni odierni solo due opere certe, documentate e firmate, ovvero un Autoritratto (oggi al Castello Sforzesco di Milano) e il Ritratto di Pietro Manna (oggi al Museo del Prado di Madrid).
In particolar modo il dipinto che raffigura Pietro Manna viene ad oggi riconosciuto come l'opera più importante della limitata produzione artistica di Lucia. Esso, perfettamente allineato con le opere di questo genere della pittura lombarda dell'epoca, è stato anche messo a confronto con il Ritratto di Castellano Cotta di Bernardino Campi (1553) e con il Ritratto di Giovanni Battista Caselli della sorella Sofonisba, proprio a sottolineare lo stretto rapporto fra loro. Inoltre questo stesso ritratto viene anche citato dal Vasari, che identificò il soggetto raffigurato col medico «Pietro Maria», imparentato con Bianca Ponzoni Anguissola, sebbene la vera identità del soggetto venne rivelata nel 1994 da Rossana Sacchi, che riuscì a smentire l'esistenza del primo e documentare invece quella del medico Pietro Manna (morto il 17 agosto 1560), che ebbe forse legami di parentela con i Ponzoni. L'opera è firmata con «Lvcia Angvisola Amilcaris F[ilia] Adolescens F[ecit]» e già almeno nel 1686 si trovava in Spagna nello scomparso Real Alcázar di Madrid, per poi giungere nel 1857 al Museo del Prado.

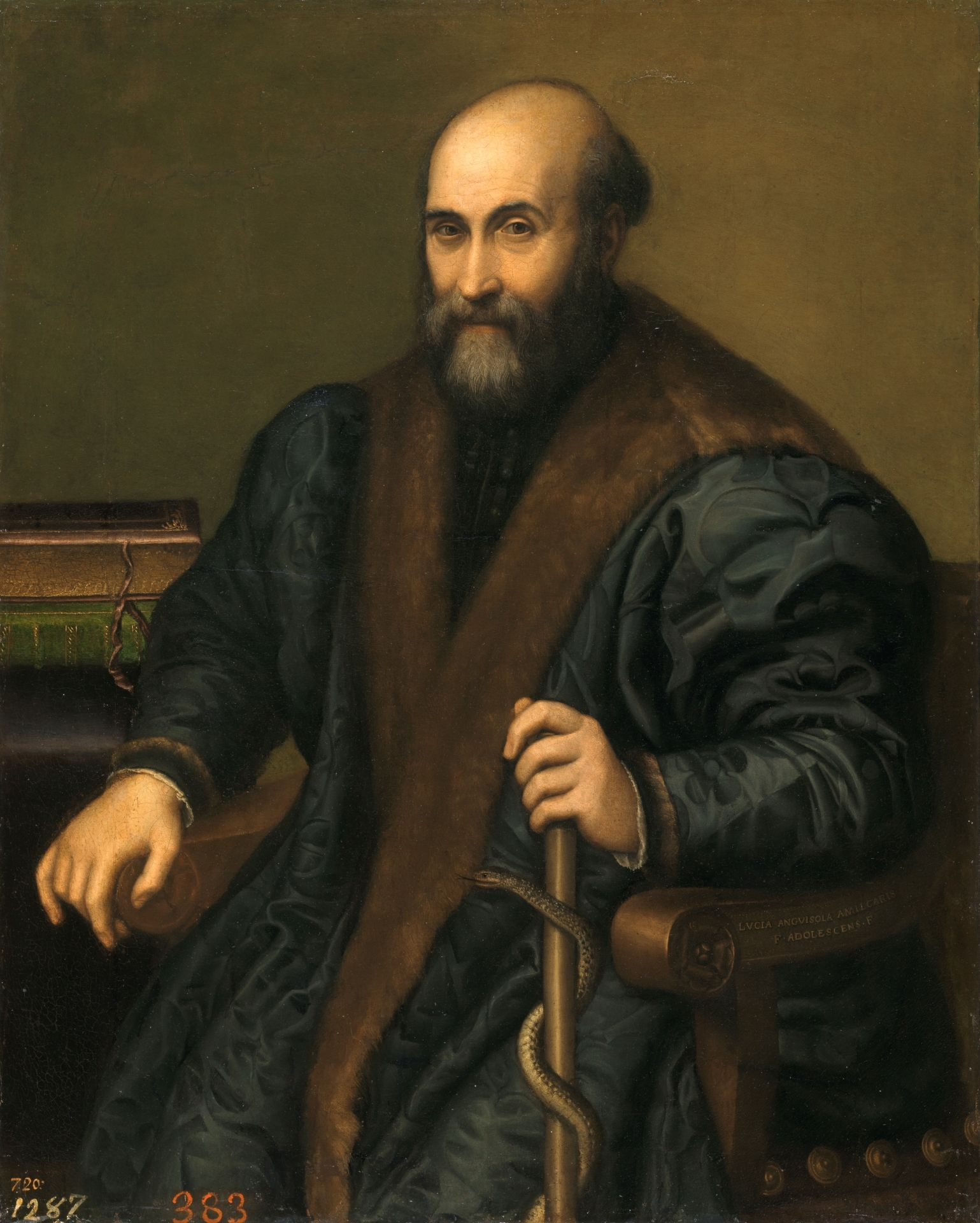
Ritratto di Pietro Manna, opera di Lucia Anguissola, 96 × 76 cm, olio su tela, 1557 (Museo del Prado, Madrid, Spagna)

Come già asserito, il Vasari parla di Sofonisba e delle sue sorelle pittrici in una raccolta di biografie di vari artisti lombardi, parte delle sue Vite, e nello specifico di Lucia scrisse che:
Dalla testimonianza del Vasari si ha così notizia di almeno un altro dipinto di mano di Lucia, ovvero l'oggi perduto Ritratto del Duca di Sessa e che egli considerava di qualità anche maggiore del suddetto Ritratto di Pietro Manna. Inoltre la sua testimonianza riporta come il talento di Lucia non fosse inferiore alla sorella Sofonisba e che forse, se non fosse deceduta così giovane, avrebbe almeno potuto eguagliarla in fama. Di fatti, Vasari parla di una Lucia oramai già morta ed essendo queste notizie riportate nelle Vite del 1568, questa data permette di marcare il limite massimo per stabilire la data di morte di Lucia Anguissola, che deve essere avvenuta obbligatoriamente prima di quell'anno o in quell'anno stesso.
Altra opera certa e documentata è una tipica rappresentazione di Madonna col Bambino, datata al 1555 e di cui Lucia fece una copia da un anonimo artista milanese, ma che tuttavia oggi risulta perduta.
Ad aggiungersi alle scarse opere certe, a Lucia viene attribuito anche un Ritratto di dama custodito alla Galleria Borghese a Roma e di cui non si conosce la storia e la provenienza prima del fidecommisso del 1833. L'opera presenta una scritta applicata sul retro che recita "Suphonsba Cremonensis et nobili familia Anguisciola pinxit anno MDLVI" e che quindi riferiva la sua paternità alla sorella Sofonisba; tuttavia, gli studi successivi hanno ritenuto inattendibile la data indicata e hanno attribuito il dipinto a Lucia, che potrebbe aver ritratto in esso la stessa sorella Sofonisba, prima che questa partisse per la Spagna tra il 1559 e il 1560; quest'ultima tuttavia resta solo un'ipotesi e la corretta identificazione del soggetto ritratto è ancora oggetto di discussione.
Altre due opere presenti in Italia vengono ora collegate a Lucia. La prima è il piccolo ritratto di una bambina a mezzo busto, il cosiddetto Ritratto di Europa Anguissola bambina della Pinacoteca Tosio Martinengo di Brescia. La seconda invece è un Ritratto femminile, già attribuito a Sofonisba Anguissola come suo Autoritratto, custodito al Museo Poldi Pezzoli di Milano e che di recente non solo si è messa in dubbio l'identità del soggetto ritratto ma anche quella dell'autrice, avanzando l'ipotesi e i nomi di Lucia come autrice e di Minerva come soggetto ritratto.
Ancora, un ritratto che era un tempo noto come Autoritratto di Sofonisba Anguissola, come ipotizzato da George Holmes e dalla professoressa Mina Gregori (quest'ultima lo datava alla fine dell'attività cremonese, prima del periodo spagnolo di Sofonisba), è invece stato recentemente attribuito a Lucia Anguissola e venduto all'asta da Sotheby's. La nuova ipotesi, che vuole l'attribuzione a Lucia e l'individuazione del soggetto ritratto in Sofonisba, è sostenuta sia dalla dottoressa Rossana Sacchi e sia da Maria Kusche; ma mentre Sacchi vuole che questo ritratto venne realizzato "a memoria" da Lucia nella prima metà degli anni '60 del 1500 e quindi già nel periodo di assenza di Sofonisba da Cremona, invece Kusche lo data intorno al 1555 in base all'abito indossato e quindi in un periodo in cui Sofonisba era ancora presente a Cremona.
Un ulteriore Autoritratto, stimato tra i 4.000 e i 6.000 € e venduto nel 2017 dalla casa d'aste Wannenes, è stato attribuito proprio a Lucia Anguissola. Infine, una Madonna col Bambino in un tabernacolo ligneo è stata messa all'asta da Dorotheum a Vienna nel 2021 (stimata tra i 10.000 e i 15.000 €), essendo stata recentissimamente confermata l'attribuzione a Lucia Anguissola da Marco Tanzi sulla base di una fotografia.
Lucia Anguissola viene generalmente riportata essere morta nell'anno del 1565.

## Aspetto fisico

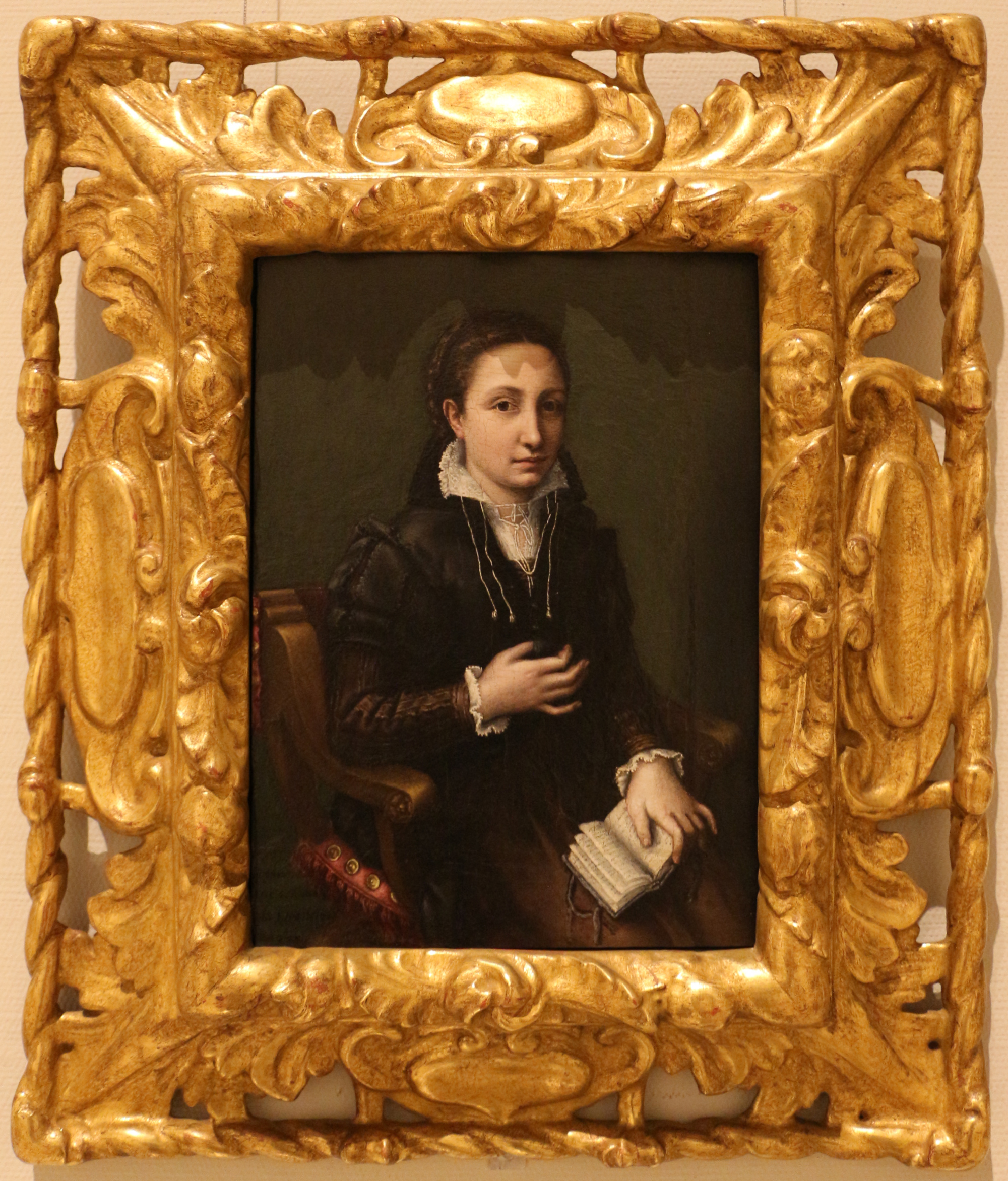
LAutoritratto di Lucia Anguissola nella sua cornice (47 × 39.5 × 6 cm), olio su tavola, 1557 (Castello Sforzesco, Milano, Italia)

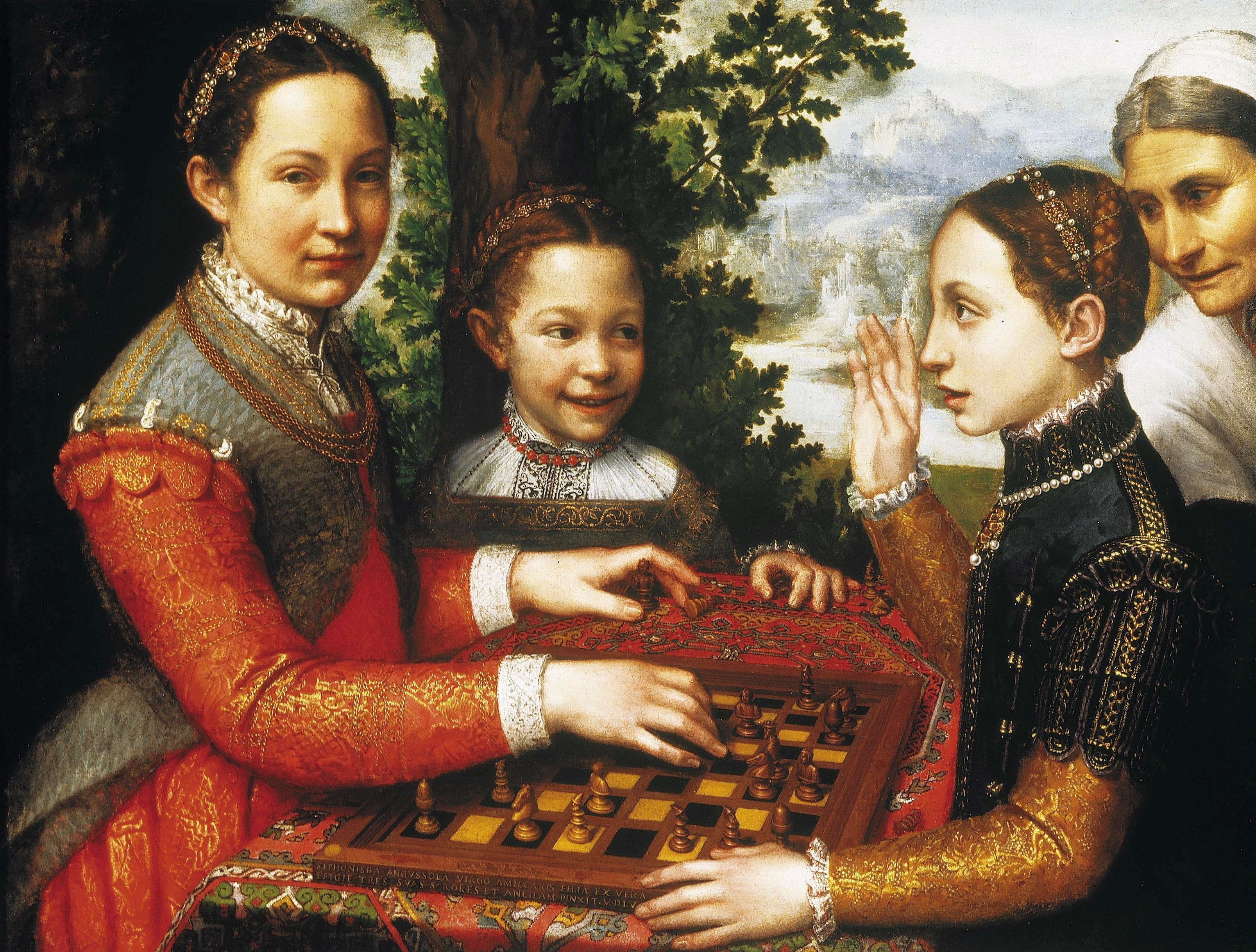
Partita a scacchi, opera di Sofonisba Anguissola, olio e tempera su tela, 72 × 97 cm, 1555 (Museo Nazionale, Poznań, Polonia)

Il già citato Autoritratto oggi risulta l'unica prova certa dell'aspetto di Lucia Anguissola, in quanto venne da lei stessa firmato e datato sulla superficie in basso a sinistra; il testo, in nero e a caratteri in corsivo, viene così riportato nell'inventario della Pinacoteca del Castello Sforzesco di Milano: MD/LVII / Lvcia Anguisola / virgo Amilca/ris filia se ip/sa pinxit. In esso la fanciulla si raffigura intorno ai 20 anni con aspetto quasi austero e aristocratico nel suo semplice abito di un colore tendente al nero e dal quale spuntano più vivaci le maniche e il colletto smerlati della camicia di colore bianco; ma in esso, oltre all'abbigliamento, si possono riconoscere anche i caratteri distintivi dell'aspetto fisico della pittrice, ovvero il viso ovale, il naso affilato e con punta prominente, gli occhi castani a mandorla e le marcate sopracciglia scure.
Altra importante opera per la ricostruzione fisica dell'artista è quella della Partita a scacchi dipinta da Sofonisba Anguissola nel 1555 e nella quale ritrae tre delle sue sorelle, come da lei stessa asserito nell'iscrizione posta a un lato della scacchiera: Sephonisba Angvssola virgo Amilcaris filia ex vera efigie tres svas sorores et ancilam pinxit MDLV. In base alla loro età e all'anno di esecuzione, le tre sorelle dipinte da Sofonisba sono state identificate rispettivamente con Lucia a sinistra, Europa al centro e Minerva a destra e sono tutte e tre vestite con abiti sontuosi e gioielli.
Inoltre i tratti distintivi di Lucia sono stati recentemente riconosciuti anche nella cosiddetta Fanciulla con libriccino in mano, un disegno a matita e gesso bianco su carta cerulea custodito al Gabinetto dei Disegni e delle Stampe degli Uffizi, che venne realizzato dalla sorella Sofonisba Anguissola e un tempo era considerato un autoritratto della stessa autrice.

## Opere

### Opere certe
- Madonna col Bambino (copia da anonimo milanese), 1555 (Opera perduta)[2]
- Autoritratto, olio su tavola, 28 × 20 cm, 1557 (Castello Sforzesco, Milano, Italia)[1]
- Ritratto di Pietro Manna, olio su tela,  96 × 76 cm, 1557 (Museo del Prado, Madrid, Spagna)[5]
- Ritratto del Duca di Sessa (Opera perduta. Questo dipinto viene citato dal Vasari nelle sue Vite)

### Opere attribuite
- Ritratto di Europa Anguissola bambina, olio su tavola, 14.5 di diametro, post 1550 (Pinacoteca Tosio Martinengo, Brescia Italia)[7][8][9]
- Ritratto femminile (già attribuito a Sofonisba Anguissola), c. 1558, olio su tela, 63.5 × 54.5 cm (Museo Poldi Pezzoli, Milano, Italia)[10]
- Ritratto di dama (forse un Ritratto di Sofonisba Anguissola, già attribuito alla stessa Sofonisba Anguissola), olio su tela, 34 × 26 cm, 1559-1560 circa (Galleria Borghese, Roma, Italia)[6]
- Ritratto di Sofonisba Anguissola, olio su tavola,  12.2 × 9.1 cm, 1555-1565 circa (Collezione privata)[11]
- Autoritratto, olio su rame, 20.5 × 16.5 cm (Collezione privata)[12]
- Madonna col Bambino, olio su tela, 46 × 34 cm (Collezione privata?)[13]

## Galleria d'immagini

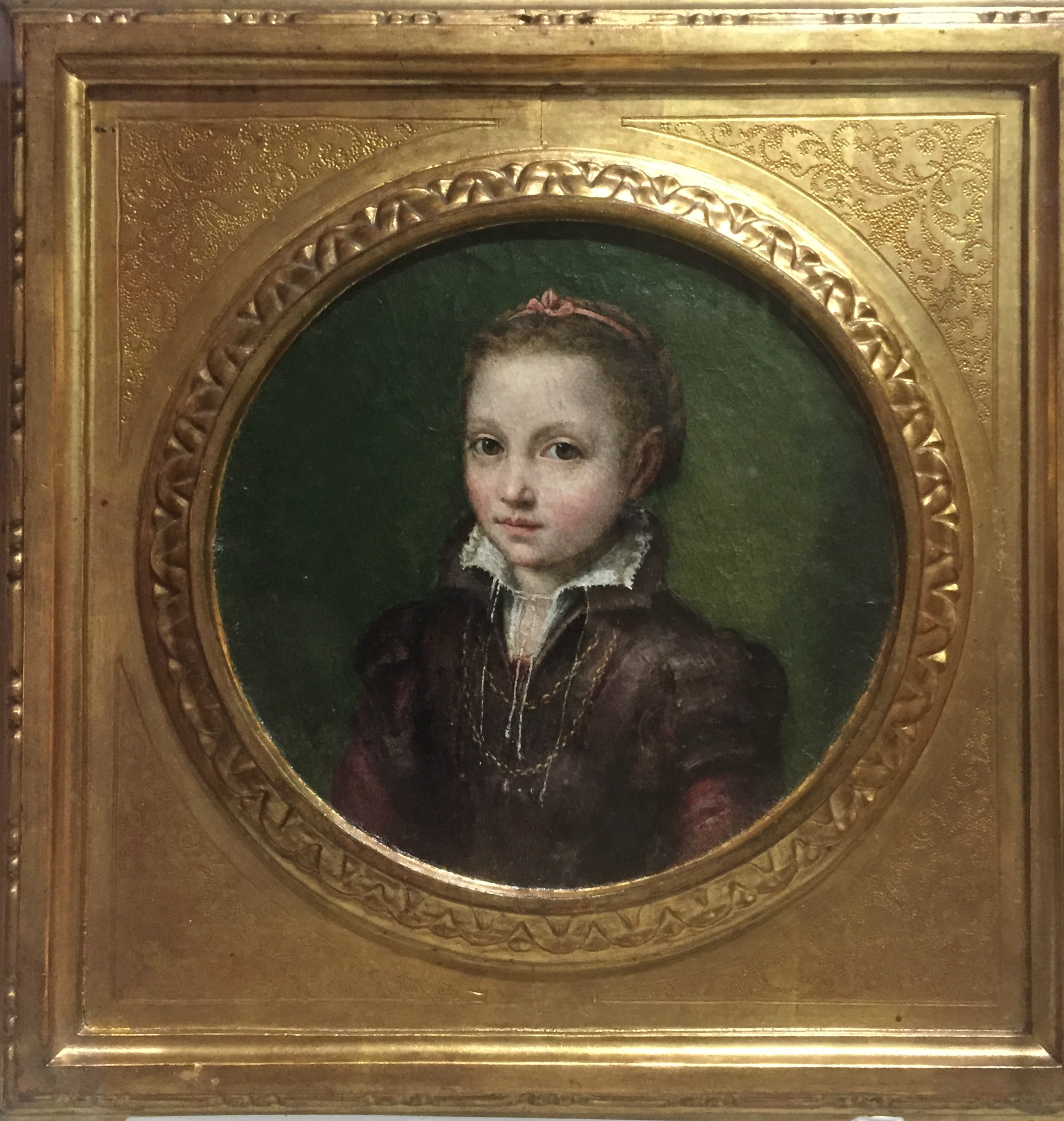
Ritratto di Europa Anguissola bambina
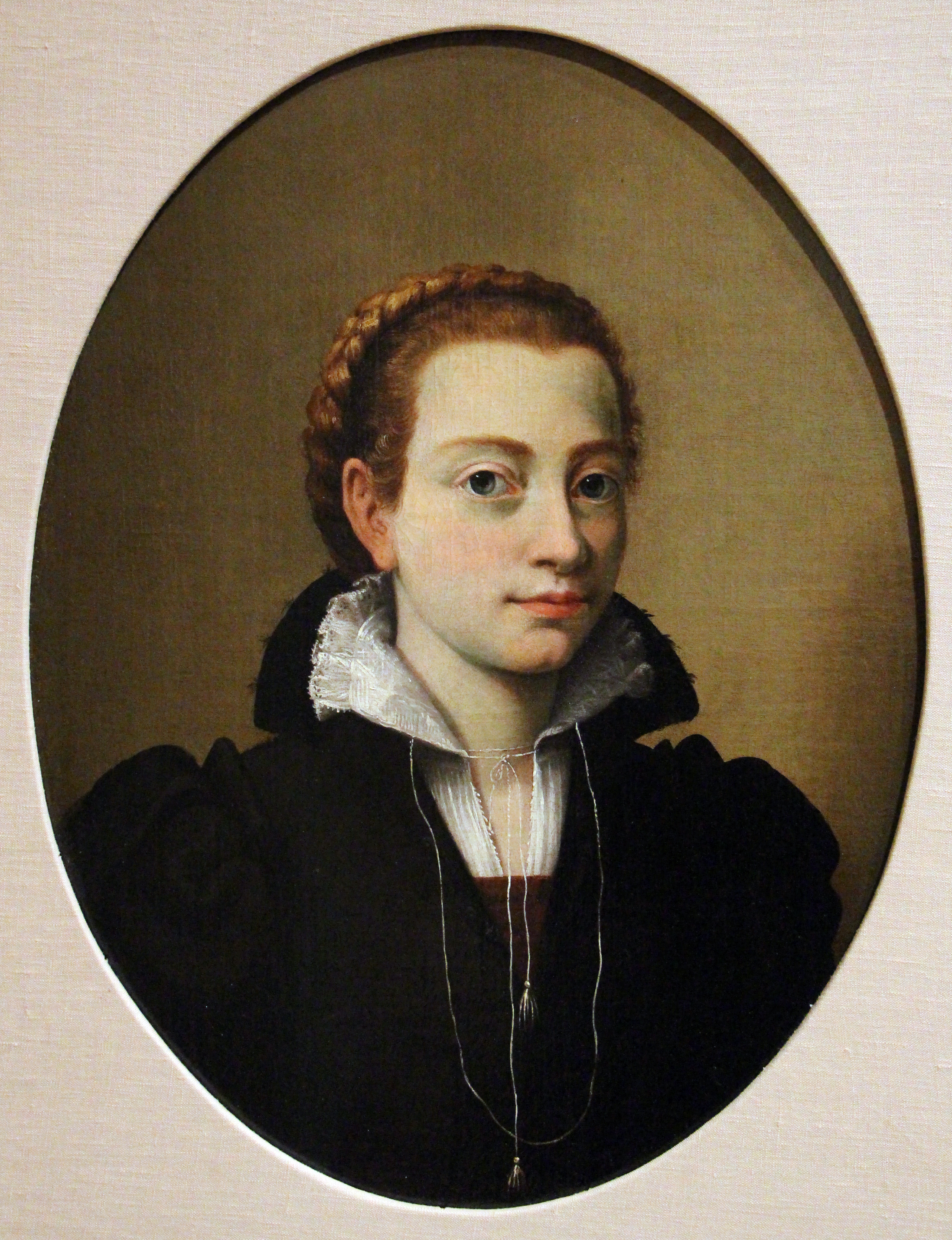
Ritratto femminile
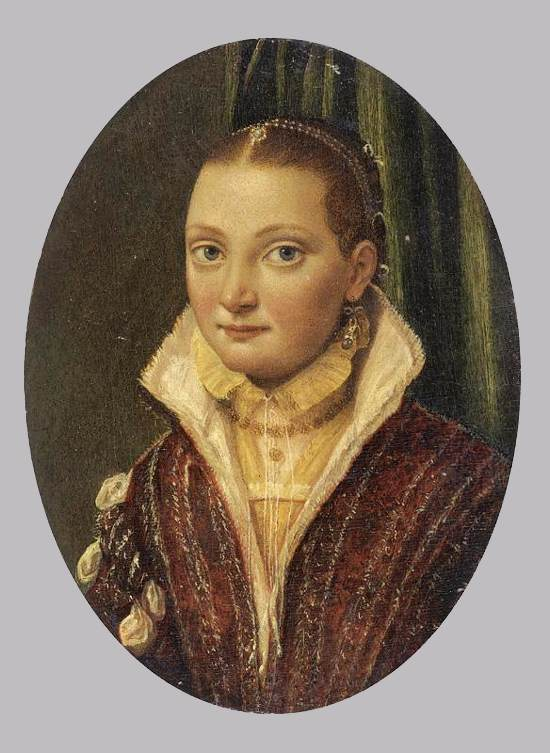
Ritratto di Sofonisba Anguissola
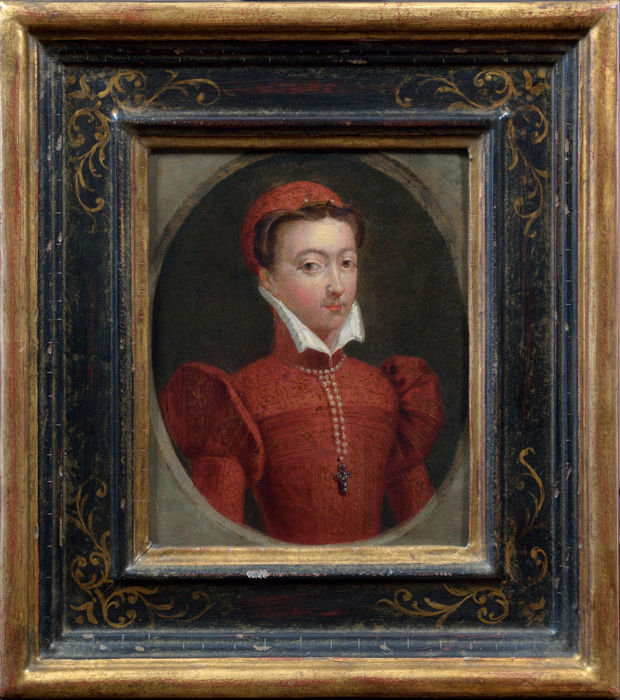
Autoritratto